# Tiburio

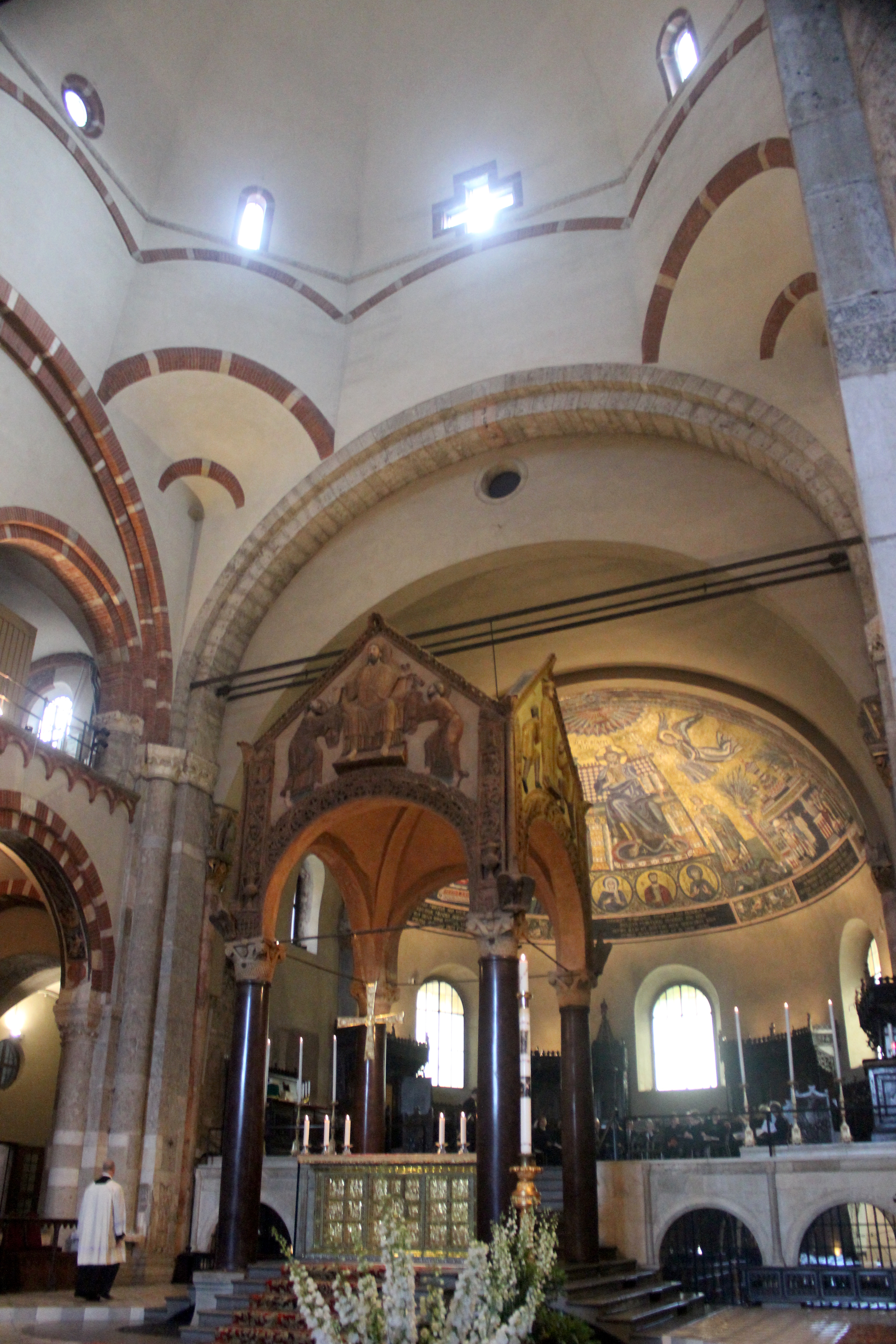
Sant’Ambrogio: Kuppel des Tuburio, Altar mit Ziborium, dahinter die Apsis

Ein Tiburio ist die italienische Bezeichnung für einen Laternenturm.
Der Begriff stammt vom mittelalterlich-lat. tiburium, möglicherweise einer Alteration des Begriffs ciborium, also einem kunstvoll verzierten, auf Säulen ruhenden und mit Figuren geschmückten Überbau über einem Altar in Form eines Baldachins (Ziborium).
In Anlehnung an den französischen Begriff Tour-lanterne kann der Tiburio auch einen turmartigen Vierungsaufbau meinen, der den Luftraum in den Bereich dieses Turms erweitert und es somit erst mit der Decke des Turms zum Raumabschluss kommt.

## Bauweise

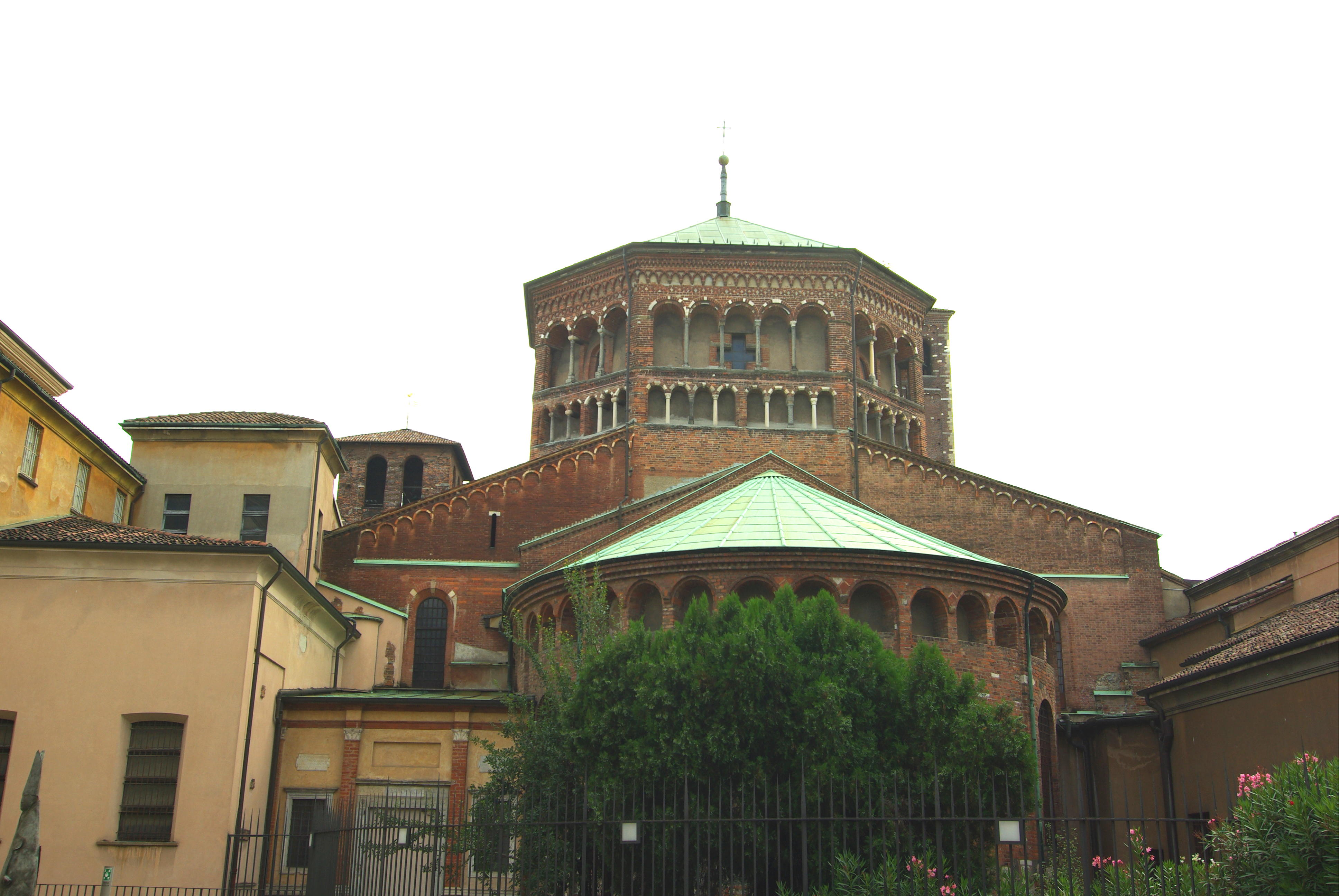
Sant’Ambrogio in Mailand: Apsis und östliches Langhausjoch mit Tiburio

Der Tiburio umfasst beziehungsweise umfängt eine Kuppelwölbung des Innenraums von außen, um diese zu schützen. Allerdings geht seine Funktion über eine bloße Ummantelung oder Eindeckung hinaus. Vielmehr ist er ein konstruktiv eigenständiger Aufbau, der sich nicht auf der Kuppel abstützt.
Im Grundriss kann er sowohl rund als auch polygonal oder viereckig sein; als Baukörper zylindrisch, kubisch oder prismatisch. Gewöhnlich ist der Tiburio mit einem geneigten Dach gedeckt und mit einer Laterne bekrönt.

## Geschichte

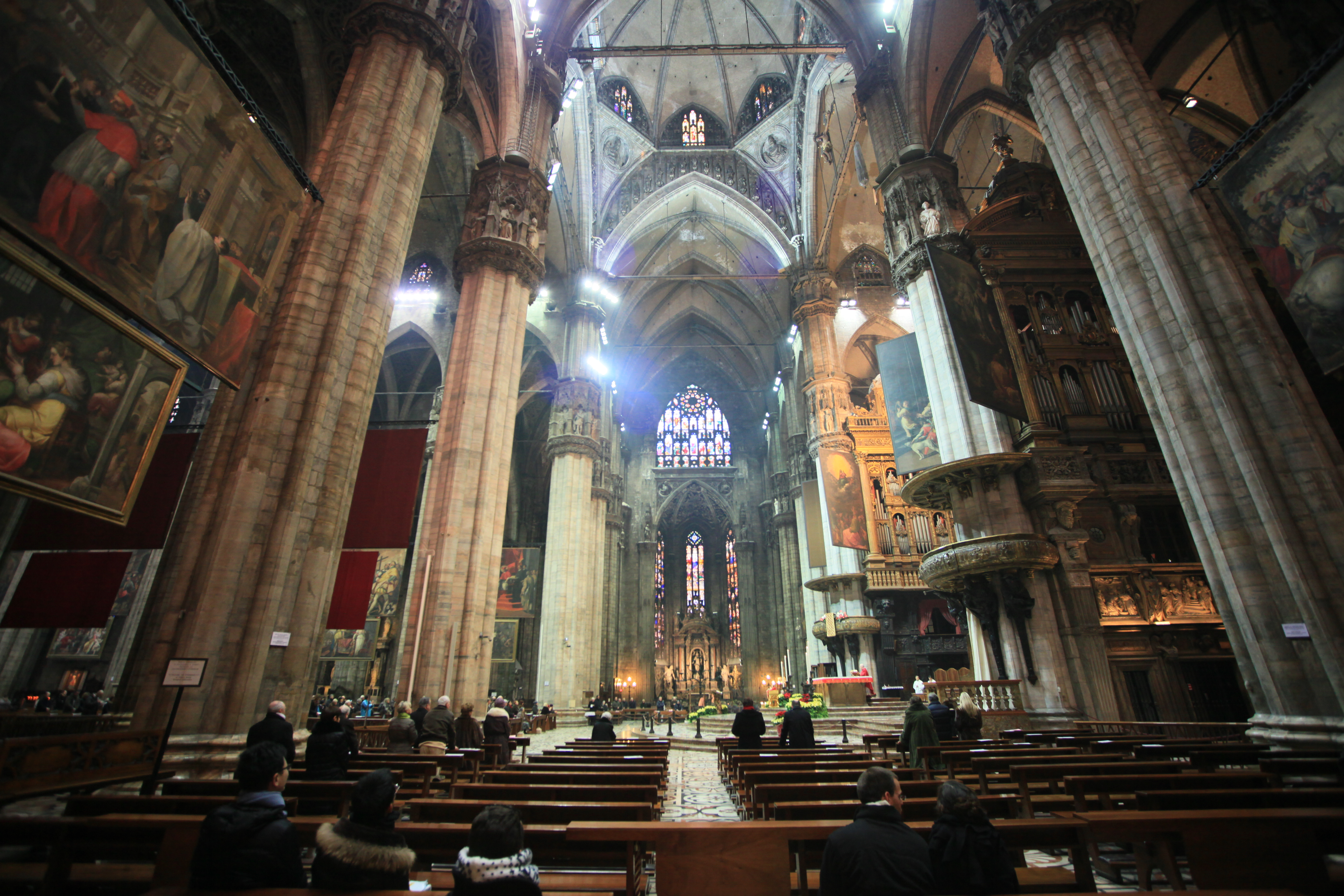
Fenster des Tiburio über der Vierung des Mailänder Doms

Seinen Ursprung hat der tiburio in der frühchristlichen und byzantinischen Architektur und findet von der Romanik bis zur Renaissance Verwendung. Am meisten verbreitet ist diese Form des Kuppelüberbaus in der lombardischen Romanik und den von ihr inspirierten Kirchenbauten des 19. und frühen 20. Jahrhunderts. Vermutlich geht seine Entwicklung auf den Versuch zurück, das städtebauliche Erscheinen einer Kirche unabhängig von der Größe der Kuppel zu gestalten. Anders als beispielsweise im römischen Kirchenbau, wo die Kuppel von großer bautechnischer und architektonischer Bedeutung ist, wird durch den Bau eines Tiburios zwischen Außenwirkung und Innenwirkung stärker geschieden. Der Tiburio ermöglicht es, der Kirche auch dann einen städtebaulich wirkungsvollen Aufbau über der Vierung zu verleihen, wenn die jeweiligen Wölbungstechniken oder anderweitige Rahmenbedingungen, wie zum Beispiel die Proportionen des Innenraums, eine kleinere Kuppel bedingen. Ein weiterer Grund für die Verwendung des Tiburio könnte in der Variation der Kuppelkonstruktionen an sich liegen. Diese wurden in vielen Fällen zweischalig konstruiert, auch um Außen- und Innenwirkung unterschiedlich behandeln zu können. Durch das Auseinanderschieben beider Schalen, um ggf. zusätzliche Belichtungsmöglichkeiten zu erhalten, könnte der Tiburio dabei auch konstruktive Aufgaben bei der Vermittlung zwischen den beiden Schalen übernommen haben.

## Beispiele
- Mailänder Dom

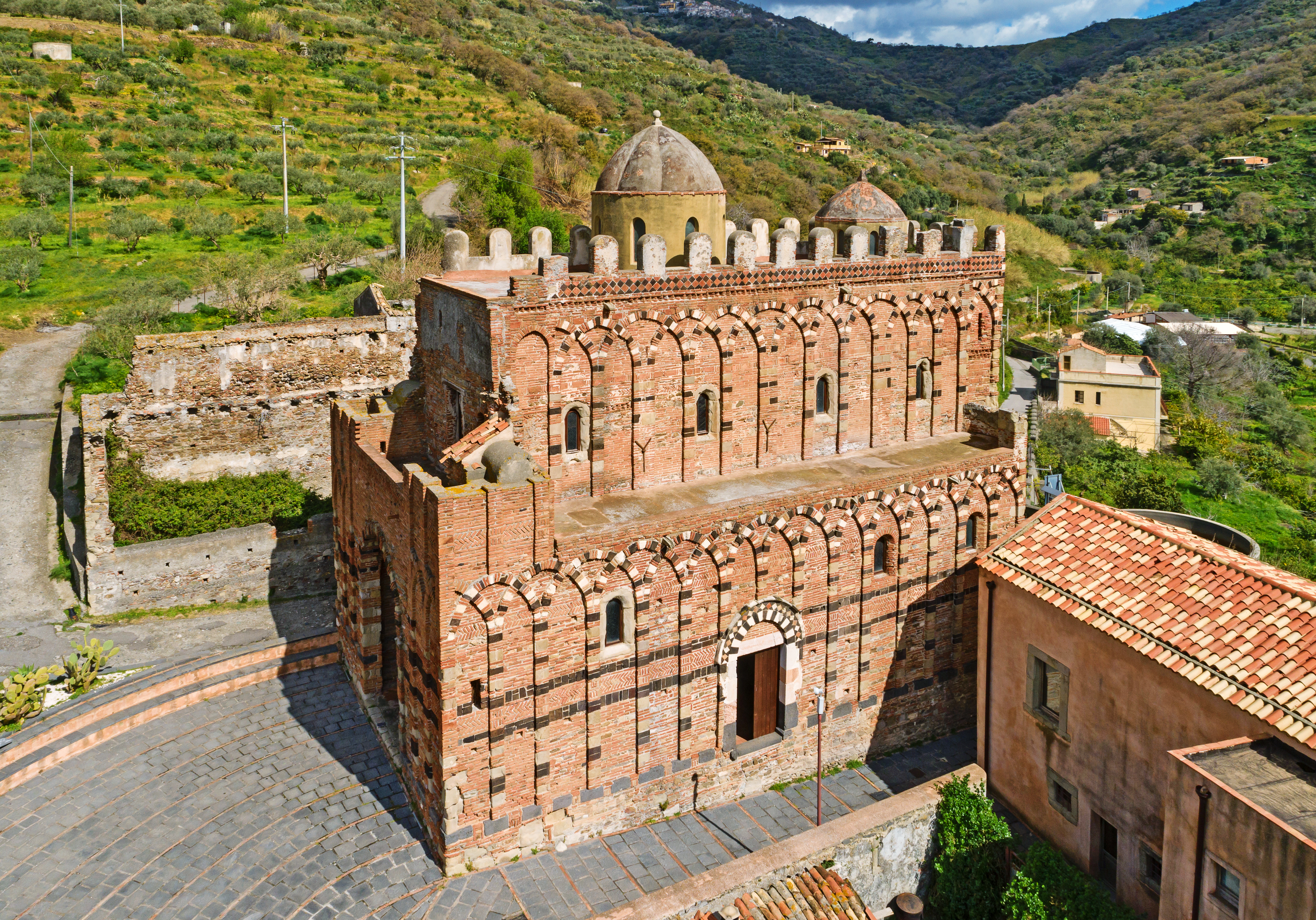
Casalvecchio Siculo: Santi Pietro e Paolo d’Agrò, arabonormannisch, Backstein-Basilika, zwei Laternentürme

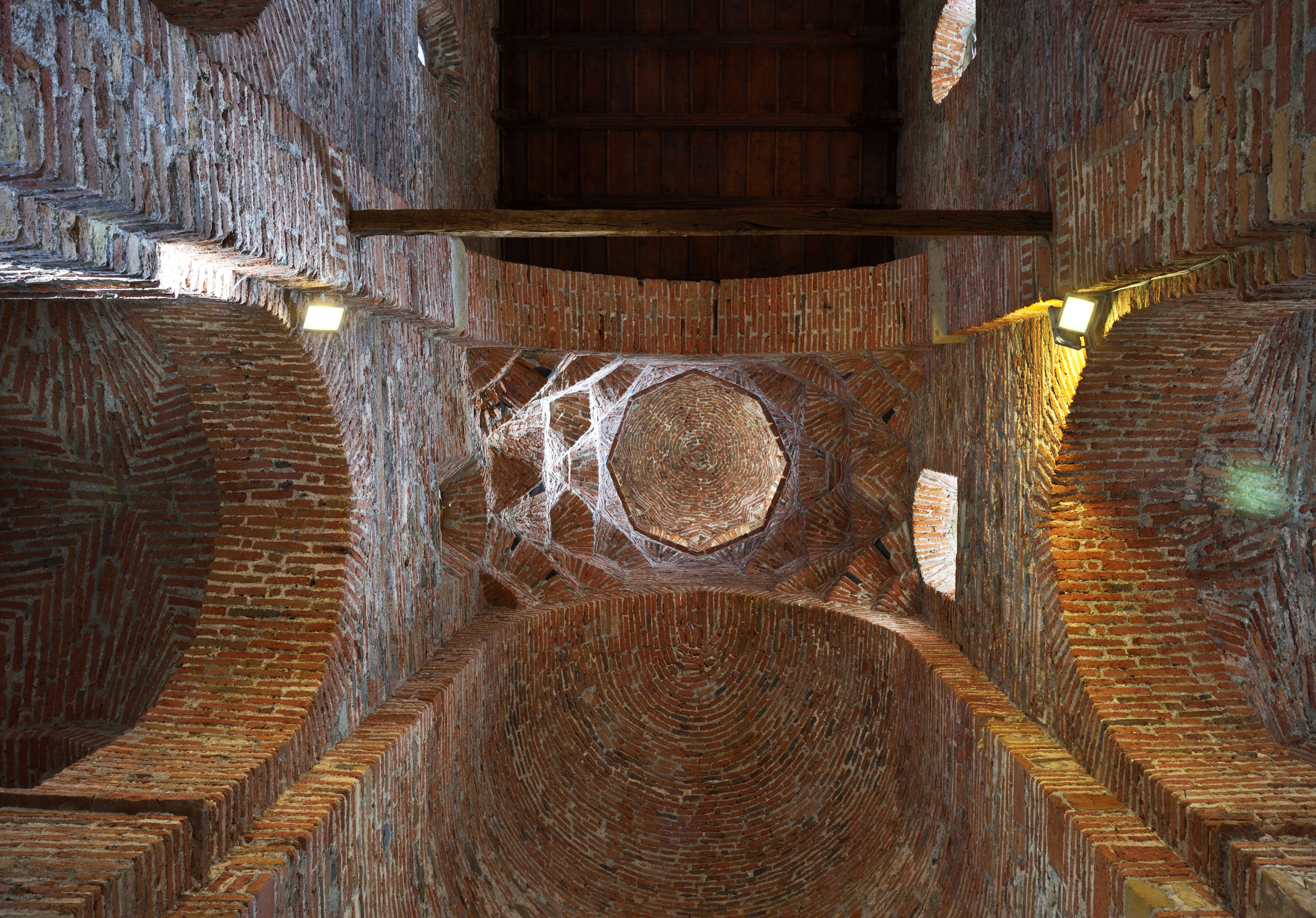
Santi Pietro e Paolo d'Agro

- Kloster Chiaravalle Milanese, Mailand
- Santa Maria delle Grazie, Mailand
- Santa Maria presso San Celso, Mailand
- Sant’Ambrogio, Mailand
- San Vitale, Ravenna
- Albertis SS. Annunziata, Florenz
- Sant’Ivo alla Sapienza, Rom
- Santo Spirito in Sassia, Rom
- Santa Costanza, Rom.